# Diplospora mollissima
Diplospora mollissima är en måreväxtart som beskrevs av John Hutchinson. Diplospora mollissima ingår i släktet Diplospora och familjen måreväxter. Inga underarter finns listade i Catalogue of Life.